# 廷布里
廷布里是巴西圣保罗州的一个市镇。总面积197.22平方公里，总人口2643人，人口密度13.4人/平方公里。